# Dolní Hořice
Dolní Hořice är en ort i Tjeckien.   Den ligger i regionen Södra Böhmen, i den centrala delen av landet, 80 km söder om huvudstaden Prag. Dolní Hořice ligger 550 meter över havet och antalet invånare är 795.
Terrängen runt Dolní Hořice är platt åt sydost, men åt nordväst är den kuperad. Runt Dolní Hořice är det ganska glesbefolkat, med 40 invånare per kvadratkilometer. Närmaste större samhälle är Tábor, 14,1 km väster om Dolní Hořice. Trakten runt Dolní Hořice består till största delen av jordbruksmark.